# Piet Aalberse (Politiker, 1871)

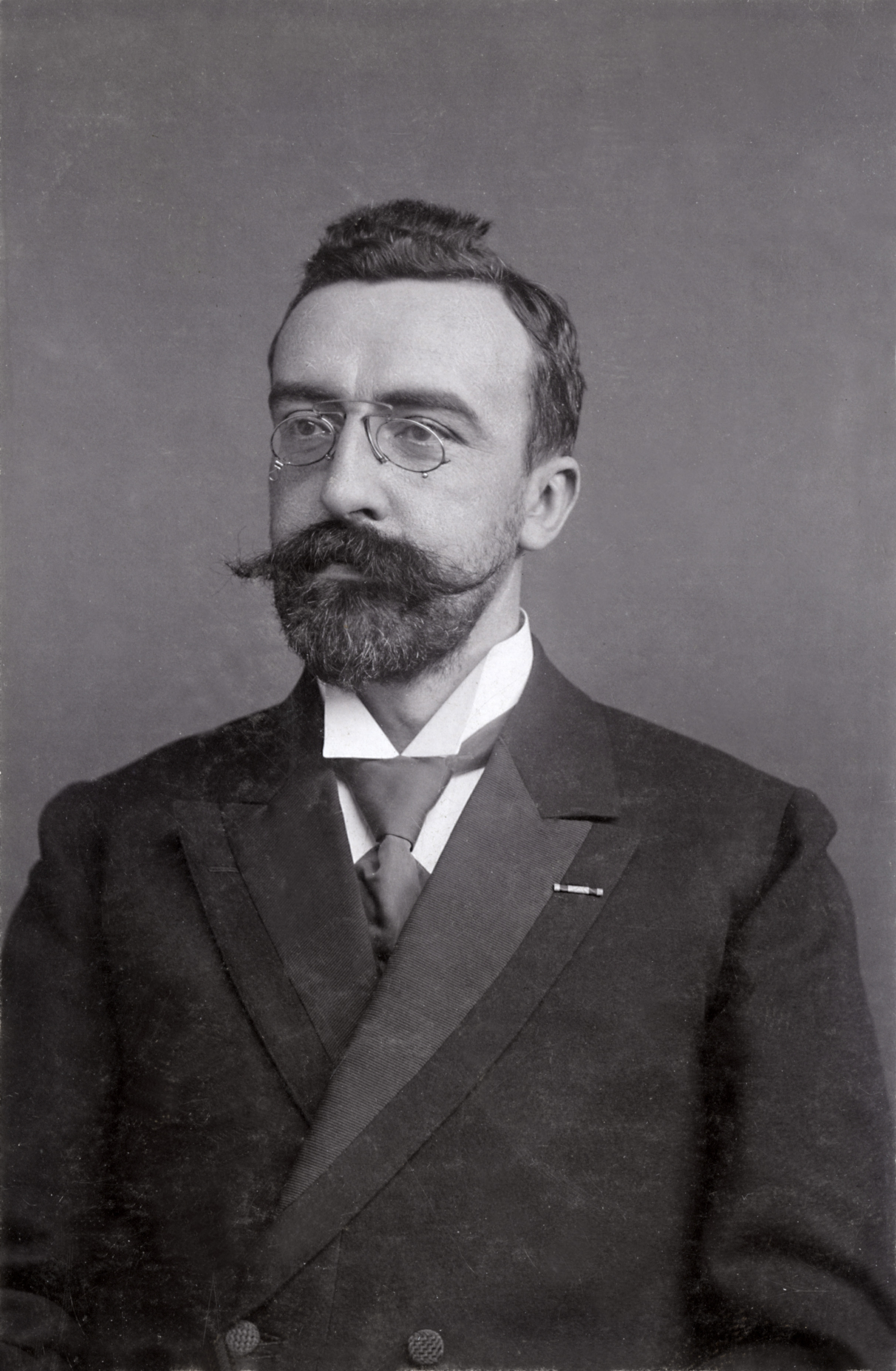
Piet Aalberse

Petrus „Piet“ Josephus Mattheüs Aalberse (* 27. März 1871 in Leiden, Provinz Zuid-Holland; † 5. Juli 1948 in Den Haag) war ein niederländischer Jurist und Politiker des Allgemeinen Bundes der römisch-katholischen Wahlvereinigung ABRK (Algemeene Bond van RK-kiesverenigingen) und der Römisch-Katholischen Staatspartei RKSP (Roomsch-Katholieke Staatspartij), der unter anderem von 1903 bis 1916 Mitglied der Zweiten Kammer der Generalstaaten sowie im Kabinett Ruijs de Beerenbrouck I sowie im Kabinett Ruijs de Beerenbrouck II zunächst zwischen 1918 und 1923 erster Arbeitsminister beziehungsweise von 1923 bis 1925 Minister für Arbeit, Handel und Industrie war. Er unterstützte als Abgeordneter die Vorschläge von Syb Talma zur Sozialgesetzgebung, führte ein Gesetz gegen unlauteren Wettbewerb ein und spielte als Minister eine wichtige Rolle in der Sozialgesetzgebung. Er setzte sich für den Achtstundentag ein und erließ mehrere wichtige Gesetze, wodurch er als Vater des Wohlfahrtsstaates gilt. Er war zwischen 1925 und 1937 erneut Mitglied der Zweiten Kammer und dort von 1931 bis 1936 Vorsitzender der RKSP-Fraktion. 1935 war er der Hauptakteur in der Kabinettskrise um die Finanzpolitik des Kabinetts Colijn I. Es gelang ihm jedoch nicht, ein Mitte-Links-Kabinett zu bilden. Anschließend war er zwischen 1936 und 1937 als Voorzitter Tweede Kamer der Staten-Generaal Präsident dieser Parlamentskammer. Am 31. Dezember 1934 wurde ihm der Ehrentitel eines Staatsministers (Minister van Staat) verliehen und er war zudem zwischen 1937 und 1946 Mitglied des Staatsrates (Raad van State).

## Leben

### Rechtsanwalt, Beigeordneter und Abgeordneter der Zweiten Kammer

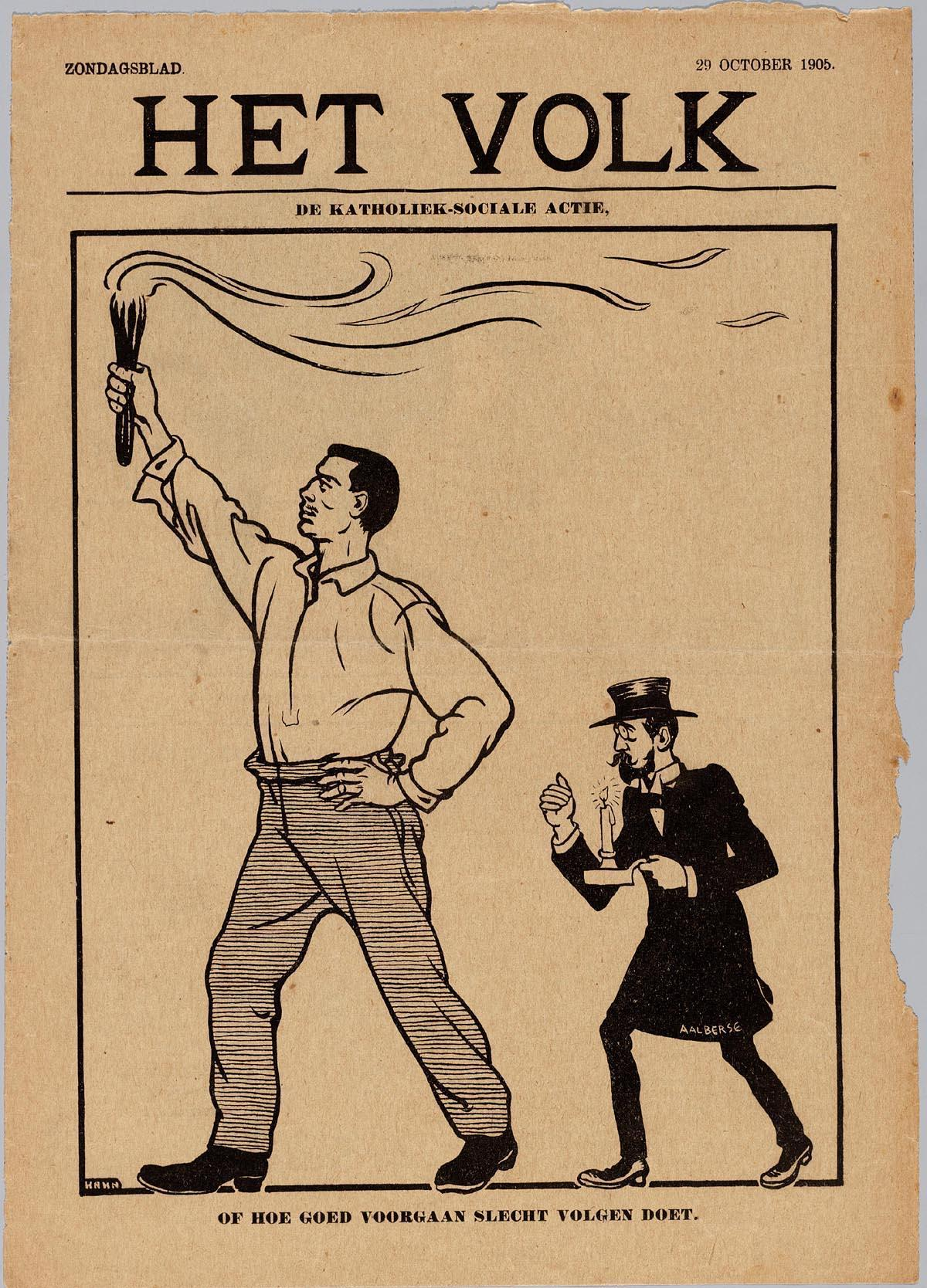
Piet Aalberse (rechts) in einer Karikatur von Albert Hahn in der Tageszeitung Het Volk (1905).

Petrus „Piet“ Josephus Mattheüs Aalberse, dessen beide Brüder Priester waren, begann ein Studium 1891 ein Studium der Rechtswissenschaften an der Universität Leiden, welches er 1897 mit einem Magister (Meester in de rechten) beendete. 1897 schloss er zudem seine Promotion zum Doktor der Rechte mit der Dissertation „Oneerlijke concurrentie en hare bestrijding volgens het Nederlandsche recht“ ab, in der er sich mit dem Thema unlauterer Wettbewerb und dessen Verhinderung nach niederländischem Recht befasste. Im Anschluss war er als Rechtsanwalt und später auch als Beigeordneter (Wethouder) in Leiden tätig. Zudem publizierte er unter den Pseudonymen „Alphons de Leythe“, „Mr. Ae. van Singel Ove“ und „Joh. Kerkvliet Azn.“
Am 24. Februar 1903 wurde Aalberse als Nachfolger des am 21. Januar 1903 verstorbenen Herman Schaepman als Kandidat der Römisch-Katholiken erstmals Mitglied der Zweiten Kammer der Generalstaaten (Tweede Kamer der Staten-Generaal) und vertrat in dieser bis zum 21. Juni 1916 den Wahlkreis Almelo, wobei er sich im Mai 1904 dem Allgemeinen Bund der römisch-katholischen Wahlvereinigung ABRK (Algemeene Bond van RK-kiesverenigingen) anschloss. Zugleich war er zwischen dem 16. Oktober 1906 und dem 26. September 1918 Direktor des Zentralbüros der Katholischen Sozialen Aktion KSA (Katholieke Sociale Actie) in Leiden. Bei den Wahlen 1909 konnte er sich im Wahlkreis Almelo gegen D. van der Sluis durchsetzen, unterlag allerdings bei seiner gleichzeitigen Kandidatur im Wahlkreis Amsterdam V Theodore Matthieu Ketelaar, dem Bewerber des Freisinnig-Demokratischen Bundes VDB (Vrijzinnig Democratische Bond). Als er 1911 gemeinsam mit Willem Passtoors das Arbeitsgesetz (Arbeidswet) überarbeitete, schlug er ein allgemeines Verbot der Arbeit von Frauen in Fabriken und Werkstätten vor. Der diesbezügliche Änderungsantrag wurde jedoch abgelehnt. 1912 legte er zusammen mit Dirk Jan de Geer (CHU) und Coenraad van der Voort van Zijp (ARP) einen Initiativvorschlag zur Begrenzung der Nachtarbeit in der Backindustrie vor. Dieser Vorschlag wurde 1918 zurückgezogen. Bei der Wahl 1913 konnte er sich im Wahlkreis Almelo gegen Floor Wibaut von der Sozial-Demokratischen Arbeiterpartei SDAP (Sociaal-Democratische Arbeiderspartij) durchsetzen. 1915 führte er ein Initiativgesetz ein, das unlauteren Wettbewerb unter Strafe stellte. Er spielte eine wichtige Rolle beim Sturz von Finanzminister Willem Treub 1916, indem er zusammen mit sechs anderen Mitgliedern seiner Fraktion einen Antrag von Jan Schaper unterstützte. Die Überlegung für ihn war, dass er Einwände gegen Treubs moralisches Verhalten hatte (Treub wollte sich zum zweiten Mal scheiden lassen und war mit einer verheirateten Frau liiert).

### Hochschullehrer und Minister
Nach seinem Ausscheiden aus der Zweiten Kammer übernahm Aalberse am 20. Juni 1916 eine Professur für Wirtschaftswissenschaften, Arbeits- und Unternehmensrecht, Bergrecht und Handelsrecht an der Technischen Hochschule Delft und unterrichtete dort bis zum 26. September 1918. Er wurde 1918 Ehrenmitglied des Königlichen Nationalen Unterstützungskomitees (Koninklijk Nationaal Steuncomité). Am 26. September 1918 übernahm er das durch Königliches Dekret (Koninklijk Besluit) vom 25. September 1918 geschaffene Amt als Arbeitsminister (Minister van Arbeid) im Kabinett Ruijs de Beerenbrouck I. 1920 wurde ein Gesetz zur Einrichtung von Gesundheitsdiensten vorgelegt, der aber unbehandelt blieb und schließlich 1933 zurückgezogen wurde. 1922 wurde das Arbeitsgesetz (Arbeidswet) von 1919 geändert, wodurch die maximale Wochenarbeitszeit von 45 auf 48 Stunden mit einer jährlichen Höchstarbeitszeit von 2.500 Stunden erhöht wurde. Es gab fünf Arbeitstage von maximal achteinhalb Stunden und einen halben Samstag. Unter anderem wurde es möglich, Überstunden durch Absprache zwischen Arbeitgebern und Arbeitnehmern im Rahmen eines Gesamtarbeitsvertrags zu vereinbaren. 1919 wurde er Ehrenmitglied der Königlich Flämischen Akademie für Sprache und Literatur (Koninklijke Vlaamse Academie voor Taal- en Letterkunde). Bei den Wahlen 1922 kandidierte er für die Römisch-Katholische Staatspartei RKSP (Roomsch-Katholieke Staatspartij) auf Platz zwei im Wahlkreis Rotterdam sowie auf Platz 3 im Wahlkreis Zwolle, wurde aber in beiden Wahlkreis nicht wieder zum Mitglied der Zweiten Kammer gewählt.
Nachdem Piet Aalberse zunächst am 22. September 1922 auch im Kabinett Ruijs de Beerenbrouck II das Amt als Arbeitsminister übernommen hatte, bekleidete er in diesem Kabinett vom 1. Januar 1925 bis zum 4. August 1925 den durch Königliches Dekret vom 24. November 1922 umbenannten Posten als Minister für Arbeit, Handel und Industrie (Minister van Arbeid, Handel en Nijverheid). 1923 wurde das Arbeitskonfliktgesetz (Arbeidsgeschillenwet) eingeführt. Durch dieses Gesetz wurde die Position des staatlichen Mediators geschaffen, der im Falle eines Arbeitskonflikts die Schlichtung durch einen Mediator fördern oder möglicherweise selbst vermitteln konnte. 1923 wurde ein Gesetz verabschiedet, das die Einfuhr von Schuhwaren vorübergehend einschränkte. Dieses „Schuhgesetz“ (Schoenenwet)zum Schutz der brabantischen Lederindustrie lief 1924 aus. 1925 legte er zusammen mit Justizminister Theo Heemskerk den Entwurf des Ärztedisziplinargesetzes (Medische Tuchtwet) vor. Der Gesetzentwurf wurde 1928 von Justizminister	Jan Donner und dem Minister für Arbeit, Handel und Industrie Jan Rudolph Slotemaker de Bruine im Staatsblad veröffentlicht. Er reichte schließlich 1925 einen Entwurf für ein Krankheits- und Unfallgesetz (ontwerp-Ziekte- en Ongevallenwet) ein. Das Gesetz wurde 1927 aufgehoben und durch einen Entwurf eines Krankengeldgesetzes (ontwerp-Ziektewet) ersetzt. Durch die von ihm eingebrachten Gesetze gilt er als Vater des Wohlfahrtsstaates.

### Wiederwahl zum Abgeordneten der Zweiten Kammer, Fraktions- und Kammervorsitzender und Staatsminister

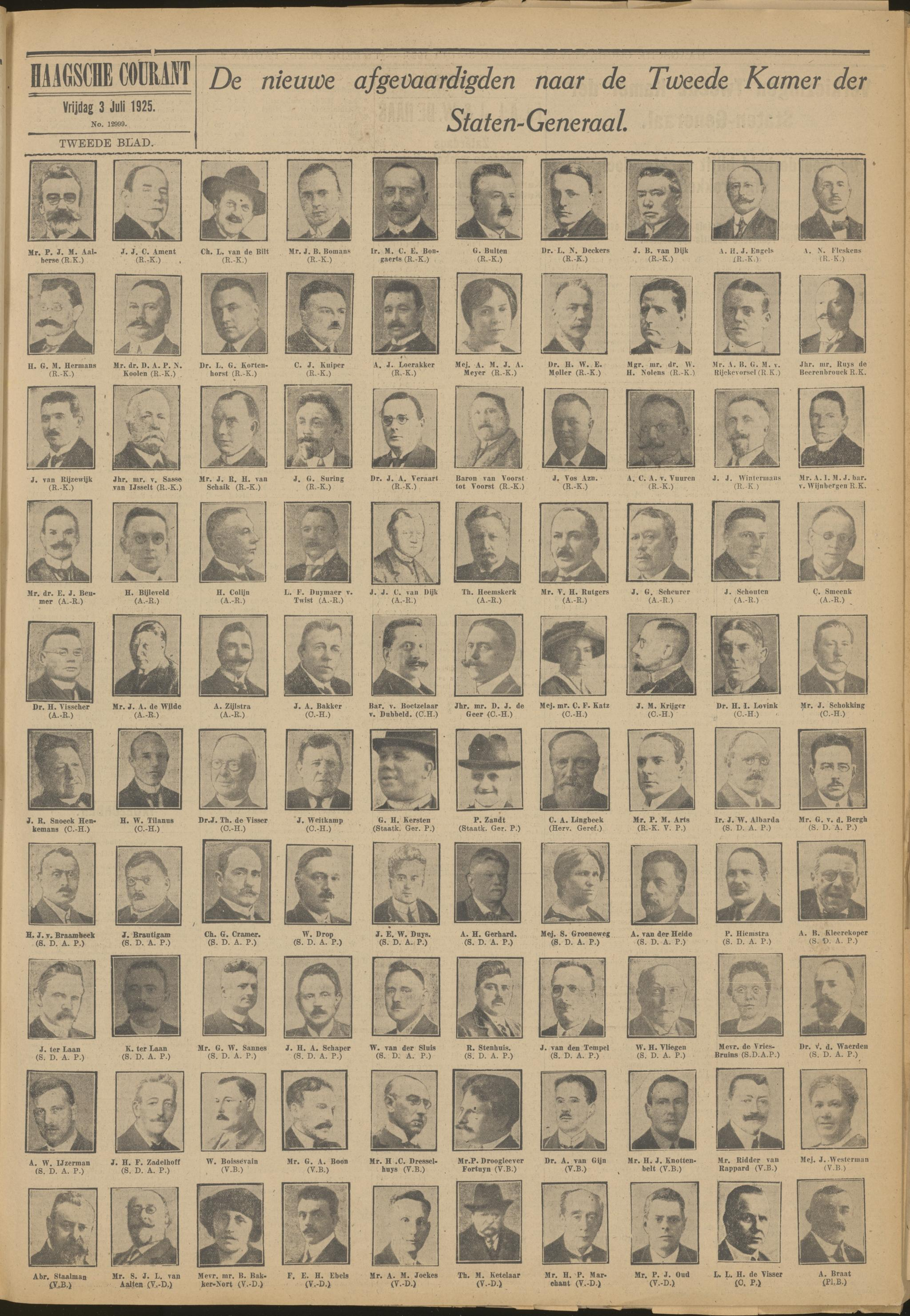
Mitglieder der Zweiten Kammer (1925).

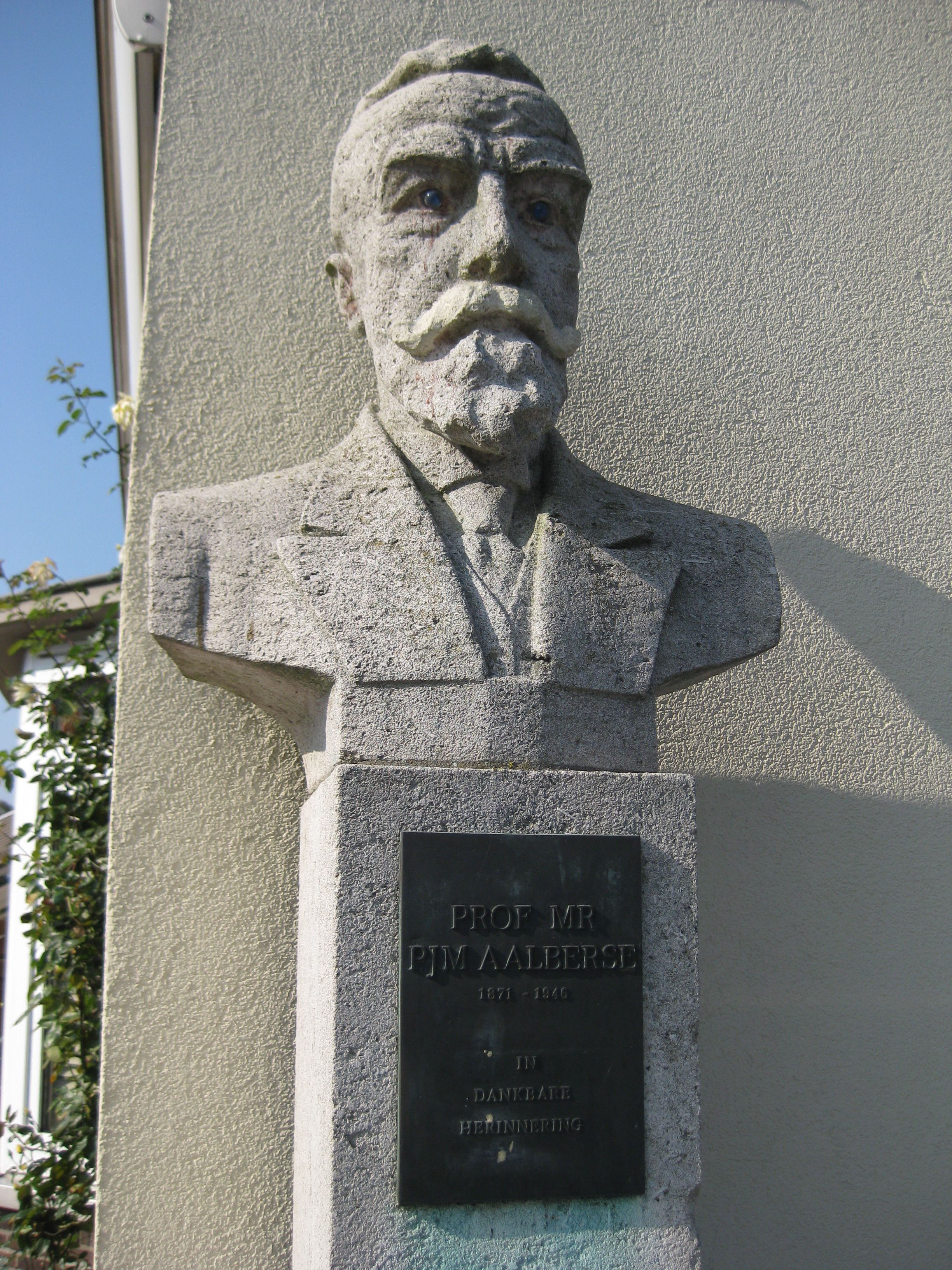
Piet Aalberse (Büste von Cephas Stauthamer).

Nach seinem Ausscheiden aus der Regierung war Aalberse zwischen dem 15. August 1925 und dem 1. April 1929 Chefredakteur der römisch-katholischen Tageszeitung Het Centrum. Am 15. September 1925 wurde er für den Algemeene Bond van RK-kiesverenigingen wieder zum Mitglied der Zweiten Kammer gewählt und gehörte dieser nunmehr bis zum 9. November 1937 an, wobei er im Mai 1926 Mitglied der aus der ABRK hervorgegangenen Römisch-Katholischen Staatspartei RKSP (Roomsch-Katholieke Staatspartij) wurde. Im August 1929 lehnte er die Berufung zum Minister für Arbeit, Handel und Industrie im Kabinett Ruijs de Beerenbrouck III ab, woraufhin Timotheus Josephus Verschuur diesen Ministerposten übernahm. Kurz darauf lehnte er im September 1929 auch das Amt als Vorsitzender der Zweiten Kammer, woraufhin Josef van Schaik dieses Amt übernahm.
Am 15. September 1931 wurde Piet Alberse, der in den 1930er Jahren zeitweise Sympathisant der Oxford-Bewegung war, als Nachfolger des am 27. August 1931 verstorbenen Willem Hubert Nolens Vorsitzender der RKSP-Fraktion in der Zweiten Kammer und bekleidete diese bis zum 7. Mai 1936. Für seine langjährigen Verdienste wurde ihm am 31. Dezember 1934 der Ehrentitel eines Staatsministers (Minister van Staat) verliehen, wobei die für den 31. August 1934 vorgesehene Verleihung wegen des Todes von Königin Emma am 20. März 1934 und Prinzgemahl Heinrich am 3. Juli 1834 verschoben wurde. Am 23. Juli 1935 weigerte er sich während der Debatte über die Sparpolitik, im Namen seiner Fraktion dem zweiten Kabinett Colijn das Vertrauen auszudrücken, was zu einer Kabinettskrise führte. Er wurde daraufhin am 26. Juli 1935 als sogenannter „Formateur“ mit Gesprächen zur Bildung einer Regierung betraut. Sein Versuch, mit der Sociaal Democratische Arbeiders Partij (SDAP) ein Kabinett zu bilden, scheiterte jedoch bereits Tags darauf am 27. Juli 1935 an der Verweigerung der Kooperation durch den Vrijzinnig Democratische Bond (VDB).
Piet Aalberse wurde am 6. Mai 1936 als erster Kandidat für die Präsidentschaft der Zweiten Kammer nominiert und erhielt 74 von 83 Stimmen. Daraufhin übernahm er am 7. Mai 1936 als Nachfolger des am 17. April 1936 verstorbenen Charles Ruijs de Beerenbrouck das Amt des Vorsitzenden der Zweiten Kammer und behielt dieses Amt des Präsidenten dieser Parlamentskammer bis zum 10. November 1937, woraufhin Josef van Schaik ihn ablöste.

### Mitglied des Staatsrates
Nach seinem Ausscheiden aus der Zweiten Kammer wurde Aalberse durch Königliches Dekret vom 20. Oktober 1937 zum Mitglied des Staatsrates (Raad van State) und gehörte diesem formell vom 16. November 1937 bis zum 1. April 1946 an. Er war im Staatsrat Mitglied des Abteilung Soziales und Mitglied der Abteilung für Verwaltungsstreitigkeiten. Er engagierte sich daneben 1945 als kommissarischer Sekretär der Indischen Missionsvereinigung (Indische Missievereeniging) und zudem als kommissarischer Sekretär des Zentralen Katholischen Kolonialbüros (Centraal Koloniaal Katholiek Bureau). Am 22. September 1945 wurde er Mitglied der Katholischen Volkspartei KVP (Katholieke Volkspartij), die aus der Römisch-Katholischen Staatspartei hervorgegangen war.
Eine von Cephas Stauthamer angefertigte Büste von ihm wurde 1938 in der Vegasstraat in Amsterdam-Noord in der Nähe eines Wohnkomplexes der katholischen Wohnungsbaugesellschaft „Het Oosten“ enthüllt.

## Veröffentlichungen
- Oneerlijke concurrentie en hare bestrijding volgens het Nederlandsche recht, Dissertation, Universität Leiden 1897
- Sociale studiën (1905–1912)
- Politieke studiën, 1. Auflage (1906)
- Politieke studiën (1906–1909)
- Sociale studiën, 2. Auflage (1907)
- Sociale studiën, 3. Auflage (1909)
- Politieke en sociale studiën (1909–1924)
- Politieke en sociale studiën, 4. Auflage (1910)
- Politieke en sociale studiën, 5. Auflage (1912)
- Politieke en sociale studiën, 6. Auflage (1913)
- Nederlandsch administratief recht, De erven F. Bohn, Haarlem 1919